# Ахмад I аль-Муктадир
Абу Джафар Ахмад I ибн Сулейман ал-Муктадир (араб.  المقتدر بن هود‎; умер в 1081) — шестой независимый эмир Сарагосы в 1046—1081 годах, происходил из рода Худидов.
Ахмад принял власть в тайфе Сарагоса в периоде ее наивысшего политического и культурного расцвета. Он был покровителем науки, философии и искусства, построил красивый дворец Альхаферия, где собирались лучшие интеллектуалы аль-Андалуса.
Ахмад смог воссоединить под своей властью земли, отколовшиеся от Сарагосы после раздела тайфы между сыновьями его отца, Сулеймана ал-Мустаина. Только Юсуф, правитель Лериды, сопротивлялся в течение более тридцати лет централизаторской политике брата, пока не был взят в плен в 1078 году.
В это период соперничать в культурном великолепии с Сарагосой могла лишь Севилья, во главе с эмиром аль-Мутамидом. Границы тайфы Сарагоса достигли Средиземного моря, когда в 1076 году Ахмад взял под свой контроль тайфы Тортоса и Дения и сделал своим вассалом правителя Валенсии.
Тем не менее, положению Сарагосы угрожали короли Арагона Рамиро I и Санчо Рамирес, а также постоянные пограничные споры с Наваррой и Кастилией, из-за которых Ахмад был вынужден платить дань своим соседям-христианам, особенно могущественному Альфонсо VI Кастильскому. В условиях ослабления Сарагосы после смерти Ахмада его преемнику аль-Мутамиду пришлось пользоваться услугами кастильских наемников во главе с Родриго Диасом де Виваром, известным позже как Эль Сид.

## Биография

### Война с братьями за престол
Вступив на престол своего отца Сулеймана ал-Мустаина, Ахмад столкнулся с неповиновением своих младших братьев, которые были поставлены отцом в качестве губернаторов крупнейших городов тайфы. За исключением Лубба, правителя Уэски, который вскоре признал Ахмада правителем, двое других братьев эмира, Мухаммад, правитель Калатаюда, и Мунзир, правитель Туделы, начали чеканить монеты со своими именами, что символизировало суверенитет. К 1051 году Ахмад добился смещения троих из четырех своих братьев (включая Лубба, но кроме правителя Лериды Юсуфа аль-Музаффара).
Юсуф даже пытался захватить власть в Сарагосе и атаковал своего брата, который, в свою очередь, заключил договор против Лериды с христианскими соседями: по условиям договора, эмир обязался платить регулярную дань христианским королевствам в обмен на их невмешательство в конфликт. Эта дань вскоре стала негативно сказываться на экономике тайфы: рост налогов ради выплат христианским соседям вызвал росту недовольства населения эмирата. Наиболее обременительной была дань Кастилии, которая защищала тайфу от нападок арагонского короля. В 1058 году Ахмад пытался заключить мир с Юсфом, чтобы избежать уплаты дани графу Барселоны Рамону Беренгеру I, но недоверие между братьями помешало этому сбыться.

### Завоевание тайфы Тортоса
В 1060 году цепочка случайных событий позволила Ахмаду расширить территорию своего эмирата на восток и получить выход к морю. После смерти двух славянских правителей тайфы Тортоса, Мукатиля и Яалы, некий Набиль, получивший власть в тайфе, под тяжестью внутреннего и внешнего давления и мятежей подданных, отказался от престола и передал власть Ахмаду в обмен на политическое убежище. Таким образом началась территориальная экспансия Сарагосы, которая завершилась установлением господства над Валенсией в 1076 году и сдачей Лериды в 1078 году.

### Северная граница: крестовый поход на Барбастро
В середине XI века северную границу эмирата Сарагоса защищали крепости Барбастро и Граус. Рамиро I Арагонский неоднократно пытался захватить эти стратегические пункты. В 1063 году он осадил Граус, но Ахмад во главе армии, которая включала контингент кастильских войск под командованием Санчо, будущего Санчо II Кастильского, смог отбить атаки арагонцев, потерявших в этой битве своего короля (он. как считается, был убит арабским солдатом Садаро. говорившим на латыни и замаскированным под христианина: проникнув в лагерь арагонцев, он смог приблизиться к королю и ударил его копьем). Преемник Рамиро, Санчо Рамирес, с помощью войск из графств Южной Франции, в рамках крестового похода захватил Барбастро в 1064 году.
В следующем году Ахмад распространил призыв к «священной войне» по всему аль-Андалусу, призывая вернуть Барбастро. Джихад завершился успешно, и Барбастро был отвоеван в 1065 году. Этот триумф побудил эмира принять прозвище «аль-Муктадир Биллах» («сильный во славу Бога»), которое было запечатлено в куфических надписях на штукатурке дворца Альхаферия.
Несмотря на потерю Барбастро, королевство Арагон собрало новые силы в том же году и захватило замок Алькесар. Для того, чтобы противостоять арагонцам, Ахмад ал-Муктадир подписал договоры в 1069 и 1073 годах с Санчо Гарсесом, правителем Памплоны, по которым он получил помощь Наварры в обмен на дань. Союз Сарагосы с королем Памплоны на время остановил арагонскую экспансию, но Санчо Гарсес был убит в результате заговора в июне 1076 года.

### Южные и восточные границы: покорение Дении и Валенсии
На востоке тайфа Дения, очень богатая за счет морской торговли, находилась в подчинении эмира Толедо аль-Мамуна, который был отравлен в 1075 году, и Ахмад воспользовался этой возможностью. Он вступил в Дению во главе армии, а его визирь Ибн аль-Ройоло смог добиться поддержки эмира местными жителями.
После этого успеха Ахмад ал-Муктадир обратил свое внимание на тайфу Валенсия. Ею управлял эмир Абу Бакр, который был политически подчинен эмиру Толедо, но имел тесные связи с Альфонсо VI Кастильским. Ахмад отправился в Валенсию со своими войсками, и Абу Бакр вышел навстречу и признал себя его вассалом. Таким образом, Валенсия стала вассалом Сарагосы, а Абу Бакр остался формальным правителем тайфы. На этом расширение тайфы Сарагоса прекратилось, так как Альфонсо VI и другие тайфы были обеспокоены усилением Ахмада ал-Муктадира.

### Последние годы: подчинение Лериды
В последние три года пребывания в должности, в 1078—1081 годах, Ахмад ал-Муктадир сосредоточил свои силы на подчинении тайфы Лериды, которой правил его брат Юсуф аль-Музаффар. После нескольких сражений Юсуф был пленён в крепости Руэда и был вынужден признать власть старшего брата. Однако Ахмад, как и некогда его отец Сулейман, только объединив свои владения, снова их разделил: своему сыну аль-Мутамиду он завещал Сарагосу, а второму сыну, ал-Мунзиру, передал Лериду, Тортосу и Дению. В конце 1081 года Ахмад ал-Муктадир Биллах, по-видимому, серьёзно заболел и умер.

## В культуре
В дополнение к своим политическим и военным талантам, Ахмад ал-Муктадир был мудрым правителем с широкими интересами в области искусства. Он выстроил дворец-крепость Альхаферия, где проходили военные парады, пиры и конные упражнения. Этот роскошный дворец был резиденцией эмирского двора и культурным центром, куда стекались представители интеллигенции и художники со всего аль-Андалуса, а также поэты, музыканты, историки, мистики, философы ислама, в частности Ибн Баджа.